# Brat camp
Brat camp è un programma televisivo di genere docu-reality basato sull'omonimo format britannico e prodotto dalla Quadrio.
È stata prodotta una sola stagione, trasmessa nel 2013 su Italia 2 in sette puntate condotte da Roberto Lorenzani.

## Il programma
Otto concorrenti, 4 ragazzi e 4 ragazze, provenienti da diverse zone d'Italia, partecipano ad un camping seguiti da tutor comportamentali e psicologi che impartiranno loro modelli comportamentali per smussare il lato aggressivo. Ha avuto discreto successo nelle diverse nazioni in cui è stato proposto. 

## Prima Edizione

### Concorrenti
I concorrenti della prima edizione di Brat Camp sono:
- Annamaria Banjac (21 anni)
- Marco Berardi (20 anni)
- Roberta Biscotti (23 anni)
- Valentina Cherubini (23 anni)
- Nicolò Conte (20 anni)
- Carmine Margarita (23 anni) (ritirato alla seconda puntata)
- Alexa Sanchez (18 anni)
- Matteo Scarcella (25 anni) (entra al posto di Carmine)
- Anthony Straccini (20 anni)

### I coach
- Roberto Lorenzani: capo coach ed esperto di sopravvivenza
- Fabio Artese: capo scout
- Chiara Agosta: educatrice

### Psicologa
- Susanna Fusari Imperatori: psicologa clinica - neuropsicologa - dottore di ricerca in neuroscienze - esperta di ipnosi

### Ascolti
| Puntata | Data           | Telespettatori | Share   |
| ------- | -------------- | -------------- | ------- |
| 1       | 27 maggio 2013 | 100.000        | 01,17%  |
| 2       | 3 giugno 2013  | 211.000        | 03,16%  |
| 3       | 10 giugno 2013 |                |         |
| 4       | 17 giugno 2013 | 970.000        | 03,80 % |
| 5       | 24 giugno 2013 | 101.000        | 02,13 % |
| 6       | 1º luglio 2013 | 131.000        | 02,55 % |
| 7       | 8 luglio 2013  |                |         |
|         | Media          |                |         |